# Максим Костурски
Максим (на гръцки: Μάξιμος, Максимос) е православен духовник от XVI век, костурски митрополит на Охридската архиепископия.

## Биография
Максим оглавява костурската катедра в XVI век. Хронологията на управлението му в Костур е определна от споменаването му в 1572 година.